# Federico Cesari
Federico Cesari (Roma, 5 marzo 1997) è un attore italiano.

## Biografia
Intraprende la carriera attoriale da bambino recitando nella serie televisiva I Cesaroni  nel ruolo di Andy  e prendendo parte a diverse pubblicità per la televisione.
Nel 2017 interpreta Lucio Volpe in un episodio di Don Matteo, accanto a Terence Hill e Nino Frassica. Condivide il set con Ludovica Martino che ritroverà, nello stesso anno, nel cast di Skam Italia, remake dell'omonima serie norvegese dove interpreta Martino Rametta. Il suo personaggio è presente in tutte e quattro le stagioni della serie, riconfermatasi poi per una quinta stagione, e il protagonista della seconda, insieme a Rocco Fasano, nel ruolo di Niccolò Fares. Sempre nel 2017 è nel cast del film Non c'è campo di Federico Moccia.
Torna in televisione nel ruolo di Gabriel nella serie La guerra è finita in onda su Rai 1 nel gennaio del 2020, per la regia di Michele Soavi, con Michele Riondino e Isabella Ragonese. Nello stesso anno doppia il coniglio Murphy nel film Disney L'unico e insuperabile Ivan.
Nel 2021 prende parte alla serie Buongiorno, mamma! di Giulio Manfredonia, interpreta il co-protagonista nel film Anni da cane di Fabio Mollo, con Aurora Giovinazzo , partecipa alla seconda stagione della serie comica Ritoccàti,  mentre nel 2022 interpreta il ruolo del protagonista Daniele nella serie Netflix Tutto chiede salvezza (tratta dall'omonimo romanzo di Daniele Mencarelli), in seguito rinnovata per una seconda stagione, rilasciata a settembre 2024.
Nel 2023 prende parte al film L'ultima volta che siamo stati bambini interpretando Vittorio, il fratello maggiore di uno dei protagonisti.
Parallelamente alla carriera da attore, ha continuato gli studi in medicina a Roma, laureandosi nel 2023.
Grazie alla sua interpretazione in Tutto chiede salvezza riceve il David Rivelazioni italiane 2024.

## Filmografia

### Cinema
- La cena per farli conoscere, regia di Pupi Avati (2007) - non accreditato
- Il figlio più piccolo, regia di Pupi Avati (2008) - non accreditato
- I nostri ragazzi, regia di Ivano De Matteo (2014) - non accreditato
- Non c'è campo, regia di Federico Moccia (2017)
- Come in cielo così in terra, regia di Francesco Erba (2020)
- Anni da cane, regia di Fabio Mollo (2021)
- L'ultima volta che siamo stati bambini, regia di Claudio Bisio (2023)
- Safari, regia di Leonardo Balestrieri – cortometraggio (2023)

### Televisione
- I Cesaroni – serie TV, 20 episodi (2010)
- Tutti pazzi per amore 2 – serie TV (2010)
- Don Matteo – serie TV, episodio 11x17 (2018)
- Skam Italia – serie TV, 62 episodi (2018-2024)
- La guerra è finita – miniserie TV, 4 puntate (2020)
- Ritoccàti! – serie TV, 6 episodi (2021)
- Buongiorno, mamma! – serie TV, 24 episodi (2021-in corso)
- La conferenza stampa – talk show, episodio 1x05 (2022), Raiplay
- Tutto chiede salvezza – serie TV, 12 episodi (2022-2024)
- Folle d'amore - Alda Merini, regia di Roberto Faenza – film TV (2024)

### Doppiatore
- Murphy ne L'unico e insuperabile Ivan (2020)
- Imbarazzo in Inside Out 2 (2024)

## Teatro
- Magnifica presenza, regia di Ferzan Ozpetek (2024)

## Riconoscimenti
- David di Donatello
  - 2025 – David Rivelazioni Italiane[10]